# Love Is Here to Stay (album)
Love Is Here to Stay è un album in studio del cantante statunitense Tony Bennett e della cantante canadese Diana Krall, pubblicato nel 2018.

## Descrizione
Il disco vede la partecipazione del gruppo jazz Bill Charlap Trio.
Tutte le canzoni dell'album sono state scritte da George Gershwin.

## Tracce
1. S Wonderful
2. My One and Only
3. But Not for Me (Diana Krall solo)
4. Nice Work If You Can Get It
5. Love Is Here to Stay
6. I Got Rhythm
7. Somebody Loves Me
8. Do It Again
9. I've Got a Crush on You
10. Fascinating Rhythm
11. They Can't Take That Away from Me
12. Who Cares? (Tony Bennett solo)
13. How Long Has This Been Going On (Diana Krall solo; Target exclusive bonus track)
14. Oh, Lady Be Good! (Tony Bennett solo; Target exclusive bonus track)